# Martin Barbarič
Martin Barbarič (14. října 1970 – 18. ledna 2013) byl český ligový fotbalista, útočník. Československou ligu hrál během vojenské služby za Duklu Praha. V 1. české fotbalové lize hrál za Zlín, Bohdaneč, Liberec a Hradec Králové, nastupoval také za Trenčín v slovenské lize. Zemřel v roce 2013, kdy nejprve zavraždil svou manželku a poté spáchal sebevraždu.

## Fotbalová kariéra
Začínal ve Slovanu Pardubice. Ligu hrál nejprve během vojenské služby za Duklu Praha. Ve samostatné české lize hrál nejprve za Zlín. V roce 1995 přestoupil do druholigového týmu AFK Atlantic Lázně Bohdaneč a odsud v roce 1996 přestoupil do FC Slovan Liberec, kde byl oporou týmu a zažil zde nejúspěšnější období. Další sezonu odešel hrát na Slovensko do Trenčína, kde byl však jen půl sezóny sezonu a vrátil se do Liberce. Od roku 2000 hrál v Hradci Králové. 

## Ligová bilance
| Ročník                                     | Zápasy | Góly | Klub                        |
| ------------------------------------------ | ------ | ---- | --------------------------- |
| 1. československá fotbalová liga 1991/1992 | 7      | 1    | Dukla Praha                 |
| 1. československá fotbalová liga 1992/1993 | 4      | 1    | Dukla Praha                 |
| 1. česká fotbalová liga 1993/1994          | 28     | 2    | FC Svit Zlín                |
| 1. česká fotbalová liga 1994/1995          | 14     | 1    | FC Svit Zlín                |
| Česká fotbalová liga 1995/1996             | -      | 10   | AFK Atlantic Lázně Bohdaneč |
| 1. česká fotbalová liga 1996/1997          | 28     | 10   | FC Slovan Liberec           |
| Gambrinus liga 1997/1998                   | 27     | 8    | FC Slovan Liberec           |
| Mars superliga 1998/1999                   | 8      | 2    | Dukla Trenčín               |
| Gambrinus liga 1998/1999                   | 11     | 3    | FC Slovan Liberec           |
| Gambrinus liga 1999/2000                   | 13     | 1    | FC Slovan Liberec           |
| Gambrinus liga 2001/2002                   | 3      | 0    | SK Hradec Králové           |
| CELKEM 1. liga                             | 135    | 27   |                             |

## Vražda manželky a smrt
Později trénoval v Hradci Králové žákovské mužstvo do 11 let a pracoval zde jako policista. Dne 11. ledna 2013 zastřelil v kadeřnictví v Hradci Králové svou manželku Moniku, která zde pracovala, a která se s ním před Vánocemi rozešla. Následně se pokusil zastřelit sám sebe. 18. ledna pak v nemocnici následkům svého zranění podlehl.